# Inuit
Inuit (ᐃᓄᐃᑦ in lingua inuktitut, parola che significa uomini; singolare inuk o inuq) è un popolo dell'Artico che discende dai Thule. Gli Inuit sono uno dei due gruppi principali insieme agli Yupik: il termine dispregiativo «eschimesi» (che significa «fabbricante di racchette da neve», mentre la traduzione «mangiatori di carne cruda», spesso riportata, è una paraetimologia) fu usato dai nativi americani Algonchini del Canada orientale per indicare questo popolo; loro si vestivano di pelli e la popolazione era costituita da esperti cacciatori. Gli Inuit e gli Yupik non amano l'utilizzo di questa parola considerando che hanno, appunto, un proprio nome specifico.
Gli Inuit sono gli originari abitanti delle regioni costiere artiche e subartiche dell'America settentrionale e della punta nordorientale della Siberia. Il loro territorio è principalmente composto dalla tundra, pianure basse e prive di alberi dove il terreno è perennemente ghiacciato, il cosiddetto permafrost, salvo pochi centimetri in superficie durante la breve stagione estiva. Attualmente vivono in Alaska (Stati Uniti), in Groenlandia e in Canada dove risultano concentrati in particolare nei Territori del Nord-Ovest, nel vicino Nunavut e nella regione settentrionale del Labrador.

## Cultura
Attualmente la cultura inuit e la stessa sopravvivenza di queste popolazioni risultano fortemente minacciate a causa dei mutamenti economico-sociali e delle condizioni di vita derivanti in gran parte dai cambiamenti climatici e ambientali, dalla maggiore influenza e penetrazione della cultura e degli stili di vita occidentali, oltreché dalle forti pressioni provenienti dalle potenze economiche interessate ad un più libero e disinvolto sfruttamento delle risorse naturali di cui le loro terre sono ricchissime. A causa di ciò le popolazioni stanno progressivamente modificando i propri stili di vita adattandosi a nuovi modelli culturali, perdendo di fatto il contatto con le proprie radici ancestrali. Questo progressivo snaturamento della cultura inuit e delle abitudini di vita sta portando a un'evidente alienazione sociale che si manifesta con altissimi tassi di alcoolismo e di suicidio. Anche la campagna di Greenpeace che ha portato al divieto della caccia alle foche ha creato dei gravissimi problemi di sopravvivenza ai nativi a cui è venuto a mancare il principale mezzo di sostentamento che per secoli ha consentito loro di sopravvivere in un ambiente estremo e inospitale. Di questi pericoli si è fatto portavoce Robert Peroni, un alpinista altoatesino che da oltre 30 anni, dopo essersi lasciato tutto alle spalle, si è trasferito a Tasiilaq in Groenlandia per conoscere da vicino questo popolo e farsi promotore delle loro istanze dando vita a progetti per la salvaguardia della loro cultura.

## Abitazione
Durante la stagione invernale, prima degli anni '70, gli Inuit vivevano in case di ghiaccio chiamate igloo che avevano la forma di una cupola sferica a pianta circolare ed erano costruite con blocchi di neve ghiacciata giustapposti tra di loro a formare una volta. Vi si accedeva grazie ad un corridoio basso fatto anch'esso di neve e sulla parete di fronte a questo vi era una finestra, chiusa con una sottile lastra di ghiaccio o con pelli di foca. L'interno era foderato di pelli di renna e vi erano dei letti di pelliccia di renna che dovevano ospitare tutta la famiglia. Il riscaldamento, l'illuminazione e la cucina erano ottenuti grazie alla lampada alimentata a grasso di foca: gli Inuit, nonostante le leggende, amavano infatti cucinare tutte le loro bevande e cibo. D'estate vivevano in tende, con coperture di pelli di foca, di caribù o di altri animali e sostenute da costole di balena o da legname.

## Attività
Le attività principali praticate dagli Inuit sono la caccia e la pesca, alcuni gruppi praticano la pesca sui fiumi dell'interno, altri cacciano caribù nelle zone interne, benché tradizionalmente l'attività più diffusa è la caccia di mammiferi marini (foche, trichechi e balene), così come la loro struttura sociale e l'etica della loro cultura si sono sempre rivolti verso il mare. Durante le battute di caccia in mare usano aspettare l'uscita delle foche in prossimità delle aperture nella banchina di ghiaccio, utilizzano per gli spostamenti mezzi a motore o il kayak (umiak) ed utilizzano gli igloo per ripararsi.
La capacità degli Inuit di adattamento a un ambiente freddo e difficile è legata alla loro particolare abilità nel costruire attrezzi e altri utili oggetti con ogni tipo di materiale naturale. Vestiti di pelli, arpioni d'avorio o di corno, lame di pietra, pattini di slitte fatti all'occorrenza con strisce di carne gelata, sono esempi dell'adattamento indigeno all'ambiente naturale.

## Lingua
La lingua inuit è tradizionalmente parlata in tutta l'Artide nordamericana e in alcune parti della zona subartica, nel Labrador. In passato era parlata in qualche misura nella Russia orientale, in particolare nelle isole Diomede, ma oggi è quasi sicuramente estinta in Russia. Gli Inuit vivono principalmente in tre paesi: Groenlandia (una provincia autonoma della Danimarca), Canada e Alaska.

## Organizzazione
L'organizzazione della società si basa sulla solidarietà fra villaggi; la proprietà è, per la maggior parte, collettiva, la famiglia in genere è poco numerosa.
Gli Inuit hanno una propria religione, di stampo animista, che si basa sulla credenza che molti animali e fenomeni naturali abbiano un'anima o uno spirito. La principale personalità religiosa è lo sciamano, spesso di sesso femminile, che durante le cerimonie può cadere in trance grazie all'ausilio del suono del tamburo. In questo stato, lo sciamano, sarebbe in grado di contattare l'aldilà popolato dalla dea-tricheco Sedna per porgerle le istanze della sua gente e prevedere il futuro.
A salvaguardia della propria cultura e del loro ambiente gli Inuit hanno costituito l'ICC (Inuit Circumpular Council), organizzazione non governativa e plurinazionale che opera attivamente a livello internazionale per il riconoscimento dei diritti delle popolazioni indigene e la difesa del loro ambiente naturale fortemente minacciato dai cambiamenti climatici e dalle attività di estrazione e sfruttamento delle risorse naturali e delle materie prime. Al di là dei confini politici, tale organizzazione rappresenta approssimativamente circa 160 000 nativi che vivono nelle regioni artiche della Groenlandia, del Canada, dell'Alaska e della penisola Chukotka in Siberia.

## Cinema
Nel 2001 è uscito il film Atanarjuat o anche Atanarjuat il corridore (in inglese Atanarjuat the fast runner) basato su un'antica leggenda inuit tramandata oralmente da tempo immemorabile. In tale leggenda, si narra di un Inuit che riesce a sfuggire ad un tentativo di omicidio, correndo nudo tra la neve, per poi tornare a vendicarsi. Il film rappresenta un caso cinematografico importante, perché non solo descrive la vita di questo popolo, ma è girato in lingua inuit (con sottotitoli in varie lingue), oltre ad essere il primo film di un regista inuit (Zacharias Kunuk) che narra del suo popolo. Ideato in particolare per consentire ai giovani Inuit moderni di comprendere la lingua antica e la cultura del loro popolo, in ogni fase di creazione del film il regista si è consultato con gli anziani riguardo alla lingua, ai modi di vita e ad altri particolari.
Oltre a ricordarne un altro,  coprodotto da Francia, Italia e Regno Unito dal Titolo Ombre Bianche (Titolo originale	The Savage Innocents) Anno 1960, Regia Nicholas Ray, Soggetto Hans Ruesch, Fotografia Peter Hennessy e Aldo Tonti. Interpreti: Anthony Quinn, Yōko Tani, Peter O'Toole, Carlo Giustini, Marco Guglielmi.